# The One (песня Backstreet Boys)
«The One» (с англ. — «Единственный») — четвёртый сингл с третьего студийного альбома группы Backstreet Boys — «Millennium».

### Список композиций
| №  | Название                                                                  | Автор(ы)                                      | Длительность |
| -- | ------------------------------------------------------------------------- | --------------------------------------------- | ------------ |
| 1. | «The One (Album Version)»                                                 | Макс Мартин, Брайан Литтрелл                  | 3:46         |
| 2. | «The One (Instrumental)»                                                  | Макс Мартин, Брайан Литтрелл                  | 3:46         |
| 3. | «Show Me the Meaning of Being Lonely (Soul Solution Mixshow Edit) - 3:40» | Макс Мартин, Херберт Кричлоу                  | 3:40         |
| 4. | «Larger than Life (Jack D. Elliot Radio Mix)»                             | Макс Мартин, Кристиан Лундин, Брайан Литтрелл | 3:50         |

### Релиз
В интервью на телешоу The View в 2005 году, участники группы рассказали, что они никогда всерьёз не рассматривали песню «The One» в качестве будущего сингла. Backstreet Boys проводила голосование среди своих поклонников. Песня-победитель должна была стать следующим синглом с альбома. После того как Ник Картер проголосовал за "The One ", часть его поклонников последовала его примеру. Остальные участники группы хотели бы видеть синглом песню «Don’t Want You Back».

## Музыкальное видео
Режиссёрами клипа являются Крис Хафнер и участник группы Кевин Ричардсон. Начальные титры выражают благодарность поклонникам и персоналу. Видео состоит из нарезки кадров закулисной и концертной жизни Backstreet Boys во время тура Into the Millennium Tour.